# Mesquite Creek, Arizona
Mesquite Creek je naseljeno područje za statističke svrhe u američkoj saveznoj državi Arizona. Prema popisu stanovništva iz 2010. u njemu je živjelo 416 stanovnika.